# Boris Zvorykine
Pour les articles homonymes, voir Zvorykine.
Boris Vassilievitch Zvorykine, ou Zworykine (en russe : Бори́с Васи́льевич Зворы́кин,  Borís Vasíľjevič Zvorýkin), né le 19 septembre 1872 (1er octobre dans le calendrier grégorien) à Moscou et mort en 1942 ou 1945 en région parisienne, est un peintre, illustrateur, peintre d'icônes et traducteur russe, diplômé de l'École des Beaux-arts de Moscou.

## Biographie
En 1921, Boris Zvorykine émigre à Paris. Il réalise un certain nombre d'icônes pour l'église orthodoxe du Christ-Sauveur d'Asnières-sur-Seine, et illustre des ouvrages sur la Russie. À la fin des années 1930, il se tourne vers l'illustration de contes populaires russes ; toutefois ces œuvres n'ont pas été publiées du vivant de l'artiste. Il a aussi illustré quelques ouvrages de la collection Contes et légendes chez l'éditeur Fernand Nathan.

## Galerie

Quelques illustrations de Zvorykine
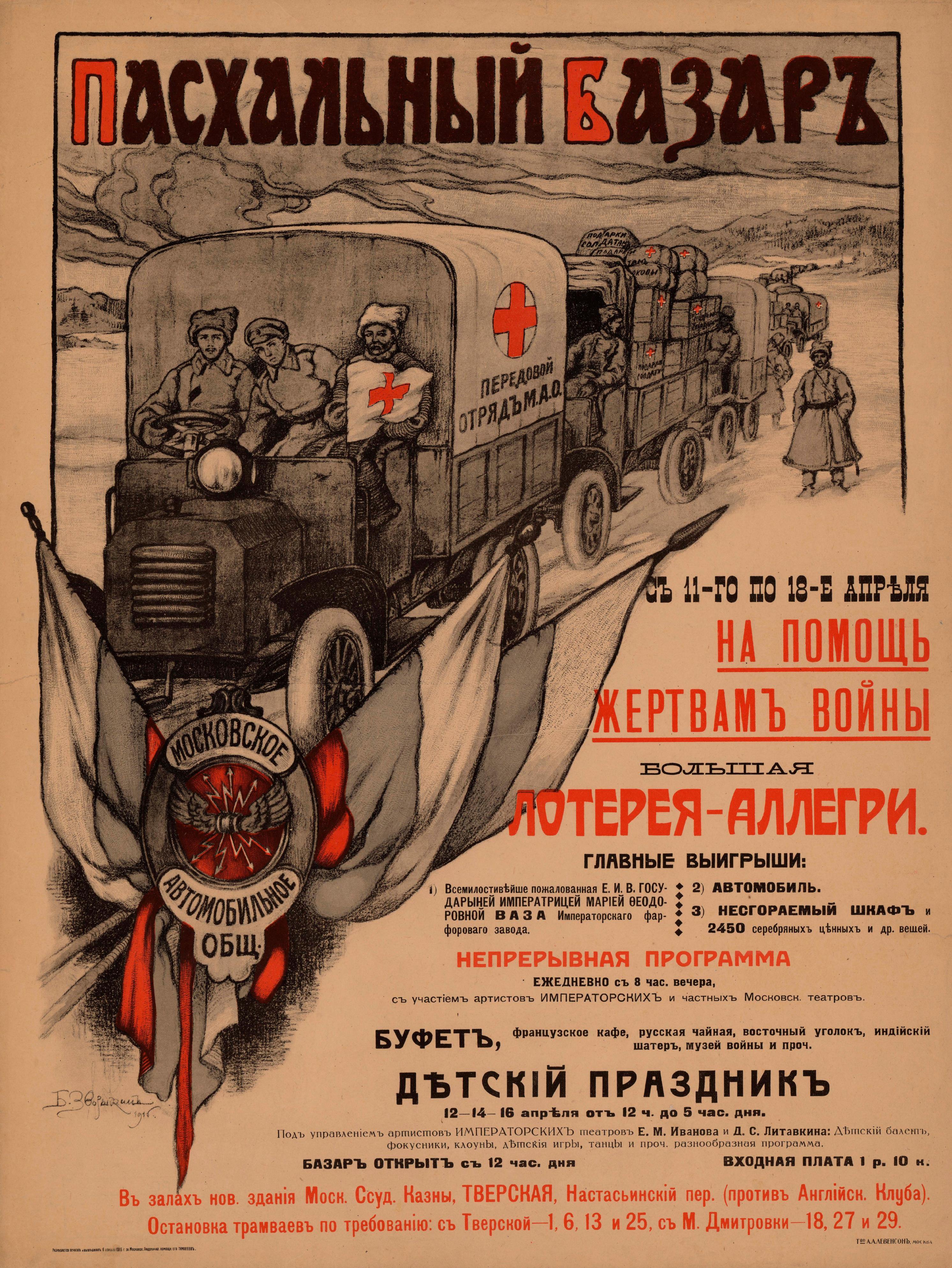
Affiche russe de la Première Guerre mondiale, 1916
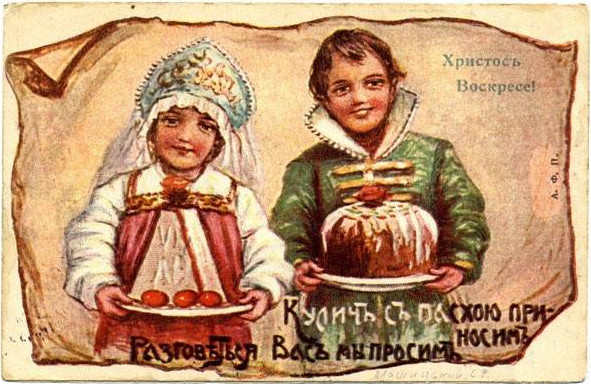
Carte de vœux russe de Pâques, avant 1917
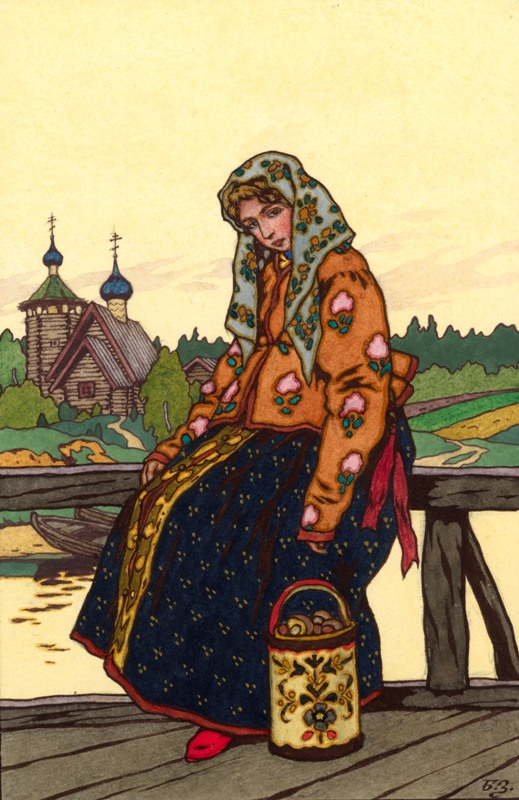
Vignette (gouache sur papier), date non précisée
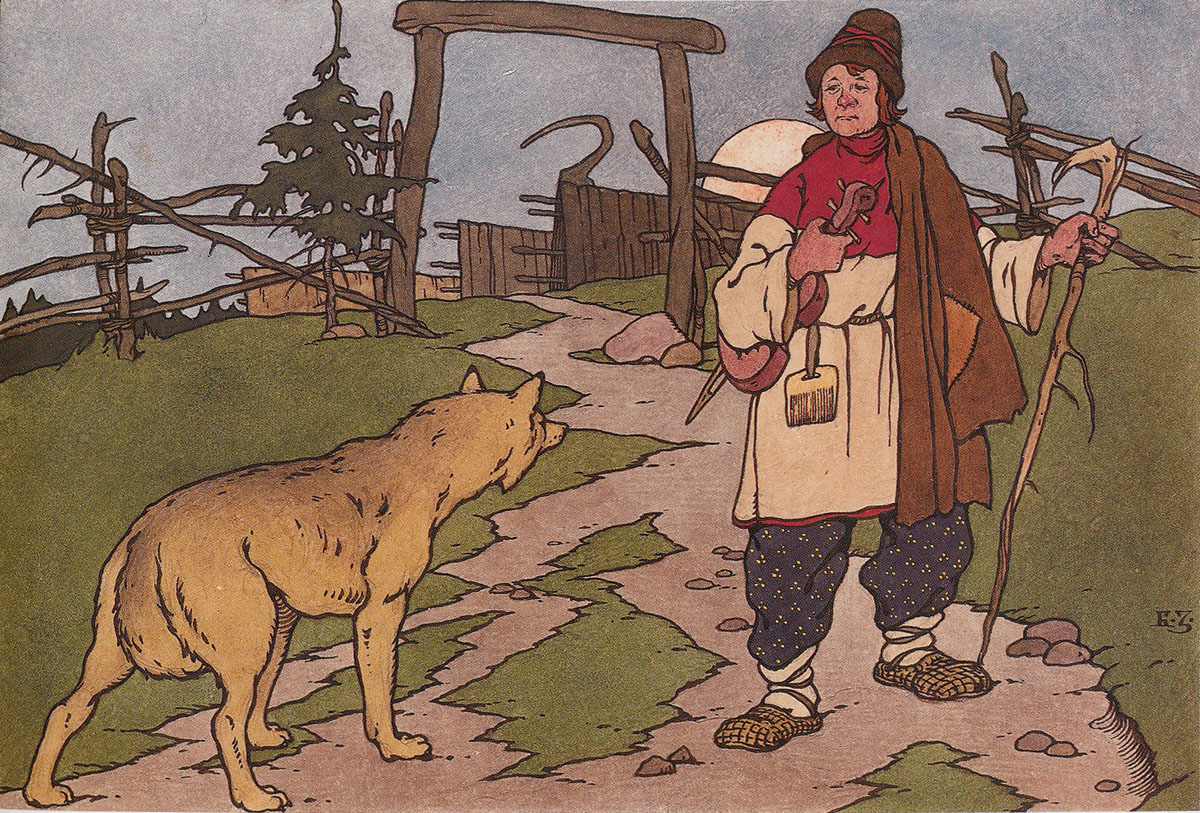
« La rencontre du Joyeux Drille et du Loup ». Illustration pour le conte Tovarichtch (Le Camarade), de A.M. Remizov (1917)
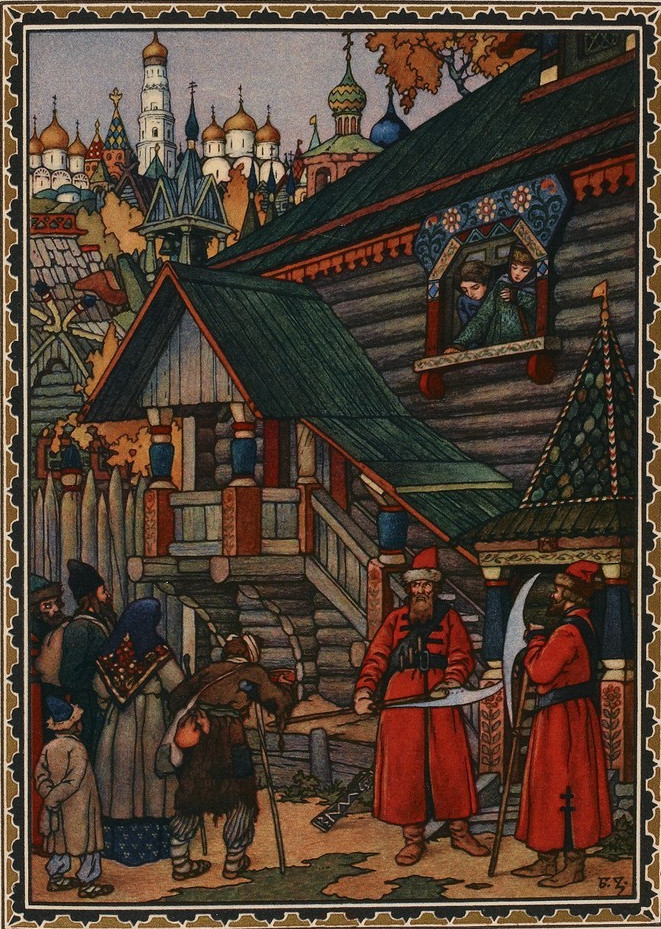
Illustration pour Boris Godounov, de Pouchkine, 1925